# This Is Not
«This Is Not» — другий сингл американського індастріал-метал гурту Static-X з їх другого альбому Machine.
Кліп, знятий режисером Атомом Ротлейном, показує живе виконання треку з накладанням на нього альбомної версії. Пісня також була використана у відеогрі Shaun Palmer's Pro Snowboarder.
Пісня посіла 36 місце в чарті Hot Mainstream Rock Tracks(Billboard).

## Список композицій
| #    | Назва         | Тривалість |
| ---- | ------------- | ---------- |
| 1.   | «This Is Not» | 2:57       |
| 2.   | «...In a Bag» | 4:21       |
| 7:18 |               |            |

## Склад
- Вейн Статік — головний вокал, ритм-гітара, програмування, клавішні.
- Кен Джей — ударні.
- Тоні Кампос — бас-гітара, бек-вокал.
- Тріпп Айзен — соло-гітара.